# Mambises
Les mambises (pluriel de mambí) sont les guérilleros cubains, soldats réguliers ou non, qui prirent part aux guerres d'indépendance cubaines du XIXe siècle.

## Origine du terme
L'origine du terme est incertaine. Au moins trois explications sont en concurrence.
- Il proviendrait d'un mot bantou, langue d'origine d'une grande partie des esclaves cubains. Le mot originel « mbi » devait avoir différentes significations dépréciatives[2].
- Le mot « mambí » est associé à Juan Ethnnius Mamby, alias « Eutimio Mambí », officier noir qui déserta l'armée espagnole[3] et dirigea la lutte contre les Espagnols à Saint-Domingue, cinquante ans avant le début de la guerre des Dix Ans à Cuba. Une partie des soldats espagnols engagés à Cuba, ayant également combattu à Saint-Domingue, appliquèrent par extension ce nom aux combattants cubains[4].
- Le mot peut également avoir pour origine un mot amérindien désignant les rebelles contre les caciques qui vivaient dans les forêts[5]. Les soldats espagnols, voyant que les révolutionnaires cubains avaient tendance à utiliser des tactiques similaires et à user de la machette, commencèrent à appeler les révolutionnaires les « hommes de Mambí » (« hombres de Mambí »), puis les « mambís » ou « mambises ». Cette explication constituerait un mélange des deux précédentes.

Le mot, tout d'abord considéré comme une insulte, devint, une fois l'indépendance acquise, un terme honorifique utilisé par les combattants pour se désigner, puis repris par les historiens.
Pour les Espagnols, le terme n'est pas honorifique. Considérés également comme des bandits ou des insurgés, les mambises ne pouvaient aspirer au titre de guérilleros, titre à connotation méliorative, rappelant la résistance des Espagnols contre les troupes napoléoniennes.

## Troupes mambises
Elles étaient composées de Cubains issus de toutes les classes sociales, esclaves, noirs et métis libres, propriétaires terriens comme Carlos Manuel de Céspedes, réunis par leur désir de liberté et d'indépendance pour Cuba.
Il faut également souligner la participation d'officiers et de soldats étrangers durant les combats pour l'indépendance, qui furent également intégrés dans les troupes mambises. Notons par exemple l'Anglais Henry Reeve (en), connu sous le nom d'El Inglesito, le Canadien William Albert Charles Ryan (en), le Polonais Carlos Roloff (en) et le Dominicain Máximo Gómez. Ce dernier, connu sous le nom de Generalísimo, est considéré comme l'auteur de la première charge à la machette de l'Ejército Libertador cubain, qui fut par la suite une des principales tactiques utilisées par les mambises. On lui proposa également de devenir président de la république cubaine, ce qu'il refusa.

## Membres célèbres
- Parmi les mambises, un des plus connus fut le général Antonio Maceo, valeureux et talentueux stratège, auteur de la Protestation de Baraguá.

#### En espagnol
- Cardona, Gabriel, et Losada, Juan Carlos, Weyler, nuestro hombre en La Habana. Planeta, Barcelone, deuxième édition, 1988  (ISBN 8-4080-2327-6)
- de Diego García, Emilio, Weyler, de la leyenda a la Historia. Fundación Cánovas del Castillo, Madrid, 1998  (ISBN 8-4883-0648-2)
- Moreno Fraginals, Manuel, Cuba-España, España-Cuba Historia común. Grijalbo Mondadori. Barcelone, 1995  (ISBN 8-4397-0260-4)
- Ortiz Fernández, Fernando, Introducción Biográfica. In : O'Kelly, James, La tierra del mambí. La Havane, 1930.
- Perinat Mazeres, Santiago, Las Guerras Mambisas. Ediciones Carena, Barcelone, 2002  (ISBN 8-4889-4496-9)

#### En anglais
- Foner, Philip S. , The Spanish-American-Cuban War and the birth of american imperialism 1895-1902. Vol.I, p. 31. New York, Londres, 1972.

#### En allemand
- Zeuske, Michael, Schwarze Karibik. Sklaven, Sklavereikulturen und Emanzipation. Rotpunktverlag, Zürich, 2004  (ISBN 3-8586-9272-7)